# Barbara Mason
Barbara Mason (Philadelphia, 9 augustus 1947) is een Amerikaanse r&b- en soulzangeres met verschillende r&b- en pophits in de jaren 1960 en 1970, vooral bekend van haar zelfgeschreven hit Yes, I'm Ready uit 1965. Ze heeft 12 albums uitgebracht, waaronder haar debuut in 1965 met Yes, I'm Ready en had 14 Top 40-hits in de Amerikaanse Billboard r&b-hitlijst.

## Carrière
Mason richtte zich aanvankelijk op songwriting toen ze in haar tienerjaren de muziekindustrie betrad. Als artiest had ze echter een grote hit met haar derde publicatie Yes, I'm Ready (#5 pop, #2 r&b) uit 1965. Ze had bescheiden succes gedurende de rest van het decennium bij het kleine label Arctic, gerund door haar manager Jimmy Bishop, de beste diskjockey uit Philadelphia. Ze bereikte de Amerikaanse Billboard Hot 100 Top 40 opnieuw in 1965 met Sad, Sad Girl en Oh How It Hurts in 1967. Een verblijf van twee jaar bij National General Records, gerund door een filmproductiebedrijf, produceerde één album en vier singles die geen succes hadden.
In de jaren 1970 tekende Mason bij Buddah Records. Ze versterkte haar persoonlijkheid door te zingen over seksuele liefde en ontrouw met een ongewone openhartigheid in die tijd in nummers als Bed and Board, From His Woman to You en Shackin' Up en zou haar zingen onderbreken om oprechte 'raps' over romantiek te leveren. Ze bleef ook een deel van haar nieuwe materiaal schrijven. Curtis Mayfield produceerde haar op een coverversie van Mayfields eigen Give Me Your Love, die haar in 1973 terugbracht naar de pop Top 40 en r&b Top 10. From His Woman to You (het antwoord op de single Woman to Woman van Shirley Brown) en Shackin' Up, geproduceerd door voormalig Stax-producent Don Davis in Detroit, waren halverwege de jaren 1970 ook solide soulverkopers.
Mason deed ook de zang op de nummers Sheba Baby, I'm In Love With You, A Good Man Is Gone en She Did It op de soundtrack voor de film Sheba, Baby van Pam Grier uit 1975.
Na het verlaten van Buddah Records in 1975 na twee top 10 r&b-hits, schampt ze de hitparades slechts af en toe bij kleine labels. Ze omvatten I Am Your Woman, She Is Your Wife, dat in 1978 werd geproduceerd door Weldon McDougal, die haar eerste grote succes Yes I'm Ready had geproduceerd en later in 1984 Another Man bij West End Records.
Mason begon zich eind jaren 1980 te concentreren op het runnen van haar eigen uitgeverij, maar blijft af en toe optreden. Een cover-versie van Teri DeSario en KC and The Sunshine Band bereikte de tweede plaats. In september 2007 bracht ze de nieuwe cd Feeling Blue uit. Mason trad in 2016 nog steeds op voor een uitverkocht publiek. Haar meest recente show was in het Terrance Theatre in Long Beach (Californië). Mason werd op 1 maart 2016 opgenomen in de Soul Music Hall of Fame.

## Onderscheidingen
In 2006 kreeg Mason de Pioneer Award van de Rhythm and Blues Foundation.

## Discografie

### Hitlijsten
| Single met eventuele hitnotering(en) in de Nederlandse Top 40 | Datum van verschijnen | Datum van binnenkomst | Hoogste positie | Aantal weken | Opmerkingen |
| ------------------------------------------------------------- | --------------------- | --------------------- | --------------- | ------------ | ----------- |
| Give Me Your Love                                             | 1972                  |                       | tip11           |              |             |

### Singles
- 1965: Girls Have Feelings Too
- 1965: Sad, Sad Girl
- 1965: Yes, I'm Ready
- 1968: Oh, How It Hurts
- 1970: If You Knew Him Like I Do
- 1970: Raindrops Keep Fallin' On My Head
- 1972: Bed and Board
- 1973: Child of Tomorrow
- 1973: Give Me Your Love
- 1975: From His Woman to You
- 1975: Make It Last
- 1975: Shackin' Up
- 1975: We Got Each Other
- 1978: I Am Your Woman, She Is Your Wife
- 1981: I'll Never Love the Same Way Twice
- 1981: She's Got the Papers (But I Got the Man)
- 1984: Another Man

### Albums
- 1965: Yes, I'm Ready (Arctic)
- 1968: Oh How It Hurts (Arctic)
- 1970: If You Knew Him Like I Do (National General)
- 1973: Give Me Your Love (Buddah)
- 1974: Lady Love (Buddah)
- 1974: Transition (Buddah)
- 1975: Love's the Thing (Buddah)
- 1978: I Am Your Woman, She Is Your Wife (Prelude)
- 1980: A Piece Of My Life (WMOT)
- 1981: Yes I'm Ready (Unidisc)
- 1984: Another Man (West End)
- 1998: Yes, I'm Ready: Best of Barbara Mason (Aim)
- 2007: Feeling Blue (Sunswept)

- Gemeinsame Normdatei: 134457439
- International Standard Name Identifier: 0000 0000 8221 749X
- Library of Congress Control Number: n93065966
- MusicBrainz: 91cfbe94-7fc3-4bcc-9d95-767d87ac2ae5
- Nederlandse Thesaurus van Auteursnamen: 067539262
- SNAC: w6gf24gb
- Système universitaire de documentation: 13895903X
- Virtual International Authority File: 251491542
- WorldCat: E39PBJccgfjGvMHPvbMq87hPwC